# Land- und Stadtgericht Ostrowo
Das Land- und Stadtgericht Ostrowo war von 1834 bis 1849 ein preußisches Land- und Stadtgericht mit Sitz in Ostrowo.

## Geschichte
Nach dem Ende der Franzosenzeit wurde die der französische Gerichtsorganisation entsprechende Gerichtsorganisation im Herzogtum Warschau 1815 zunächst von Preußen übernommen. Das Friedensgericht Ostrowo wurde fortgeführt und dem Landgericht Krotoszyn zugeordnet. 1834 wurde die Gerichtsorganisation geändert und einheitlich Land- und Stadtgerichte gebildet. In dem -nun verkleinerten- Sprengel des Oberlandesgerichtes Posen bestanden 20 dieser Gerichte, darunter das Land- und Stadtgericht Ostrowo.
Das Land- und Stadtgericht Ostrowo war für den Kreis Adelnau zuständig. Dazu gehörten die Städte Ostrowo mit 4920 Einwohnern (1838), Adelnau mit 1598 Einwohnern, Raszkow mit 1414 Einwohnern und Sulmierzyce mit 2326 Einwohnern sowie 118 Dorfschaften mit 36.310 Einwohnern. Zusammen gab es damit 46.568 Gerichtseingesessene. 
Am Gericht waren ein Direktor, sechs Richter, acht Subalterne und sechs Unterbeamte beschäftigt. Es war damit ein Land- und Stadtgericht 1. Klasse. Diese wirkten bei wesentlichen Fällen als Kollegialorgan. 
1849 wurden die Land- und Stadtgerichte aufgelöst und durch Kreisgerichte ersetzt. Damit entstand das Kreisgericht Ostrowo im Sprengel des Appellationsgerichts Posen.